# 776 هـ
776 هـ هي سنة في التقويم الهجري امتدت مقابلةً في التقويم الميلادي بين سنتي 1374 و1375.

## مواليد
- علي بن أحمد المهائمي

## وفيات
- ابن أبي حجلة التلمساني
- النقره كار
- شمس الدين الواسطي
- لسان الدين بن الخطيب
- يوسف محمد مسعود السرمري
- خليل بن إسحاق الجندي